# 女性酿酒

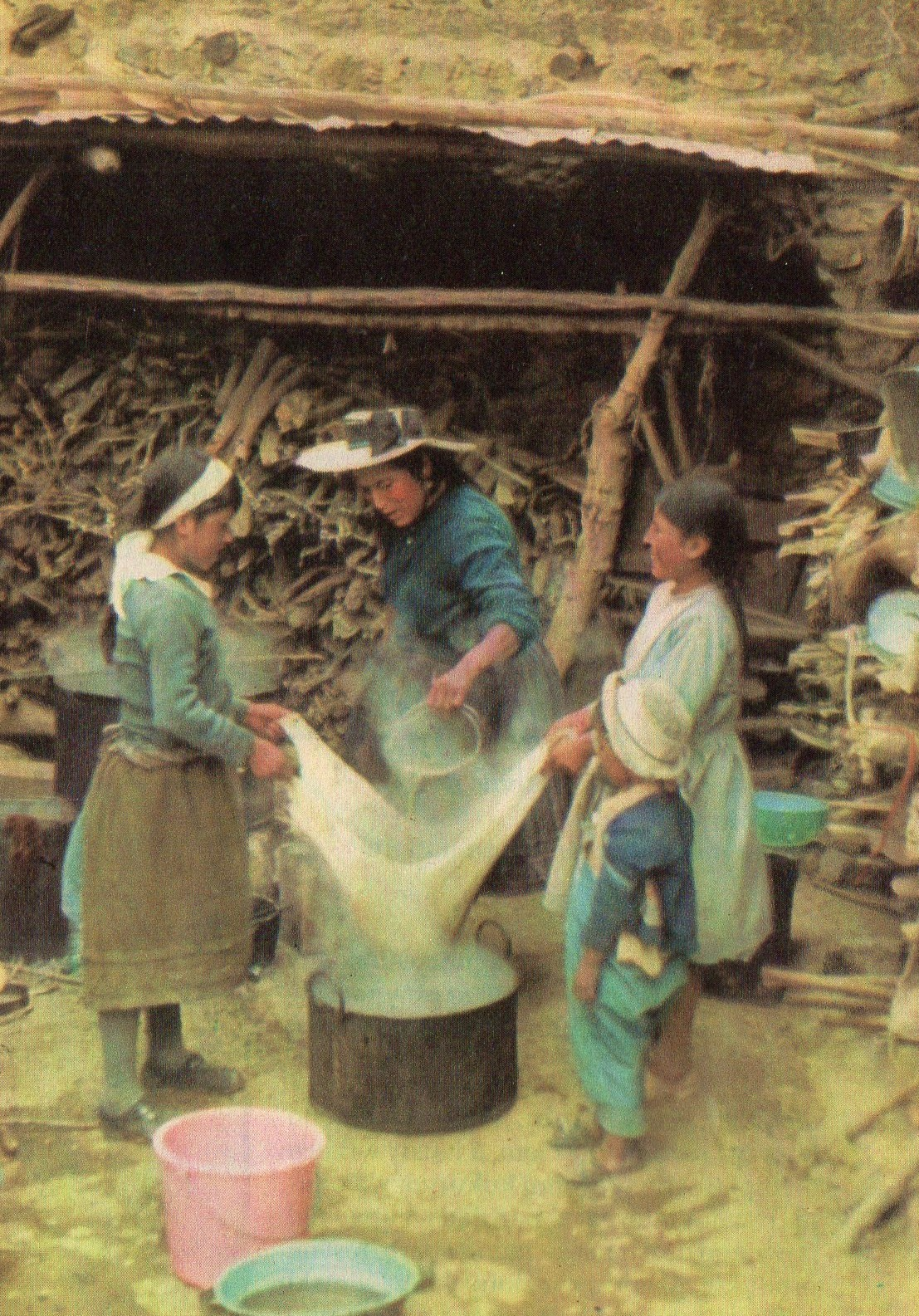
瓦乔·辛·佩斯卡多 (Huacho sin Pescado) 安第斯村庄的妇女制作奇恰酒 (1980)

自古以来女性就活跃在酿酒行业。虽然在过去的150年里，西方社会一直把酿酒视为男性主导的领域，但是传统上酿酒属于女性从事的活动。民族志和考古学研究表明酿酒是采集和烘焙的一部分，而全世界的采集和烘焙都有女性主导。从最早公元前7000年出现酿酒开始，到工业化时期酿酒的商业化，女性都是各个洲的主要酿酒师，在许多文化中，酿酒师的神祗、女神和保护者都是与生育相关的女性。
从 18 世纪中叶开始，许多女性被禁止从事制酒工作，她们只能担任酒吧女侍、酒吧经营者、装瓶商或酒厂秘书。在工业化程度较低的地区，女性仍继续生产自制啤酒和传统酒精饮料。从 20 世纪中叶开始，女性开始在酿酒厂担任化学家。从 20世纪60 年代和 70 年代开始，女性再次以精酿啤酒商的身份重新进入该领域。

## 历史

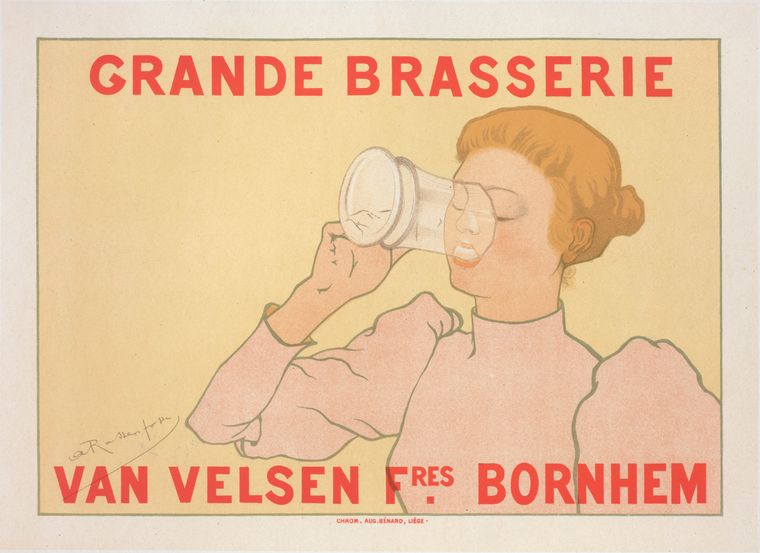
艺术家Armand Rassenfosse为Grande Brasserie 画的广告插画

在许多西方社会，酿造一直被视为“男人的领域”； 然而，民族志研究和考古记录表明，在工业化开始之前，酿酒主要由女性主导。在某些地区，传统酿酒的出现是因为酿造是采集的副产品， 而在其他地区，酿酒属于烘焙领域。 从 18 世纪开始，越来越多的女性被禁止从事酿造业，除非是酒吧女侍或“酒保老板”，即经营酒吧营业执照持有者。 到了 19 世纪，除了装瓶和秘书职位等辅助职能的劳动外，很少有女性从事酿酒业。在 20 世纪，女性开始在场地有限的实验室中工作，但除了极少数，例如加拿大的Susannah Oland， 女性无法从事指导酿造的工作。 在这行变得“男性化”之前，西方社会的专业酿酒的女性被称为“酿酒师”。 
考古学家证实，有一种饮料可以追溯到公元前 7000-6600 年、在新石器时代贾湖遗址酿造的饮料是已知最古老的格罗格酒。陶器上显示了这种酒成分，包括蜂蜜酒，大米，葡萄，以及山楂的混合-酿制了一种啤酒和葡萄酒的混合饮料。尽管过去米粒是通过咀嚼还是发芽来分解不得而知，但现代日本和台湾的女性仍然通过咀嚼大米的方式使大米得以发酵。 在中国传说中，仪狄被认为是用米酿酒的第一人。 在阿伊努神话中，一位名叫Kamui Fuchi的女性神灵，她是酿酒的守护神，酿酒师向她祈祷并提供祭酒以驱逐使粮食变质的恶灵。 

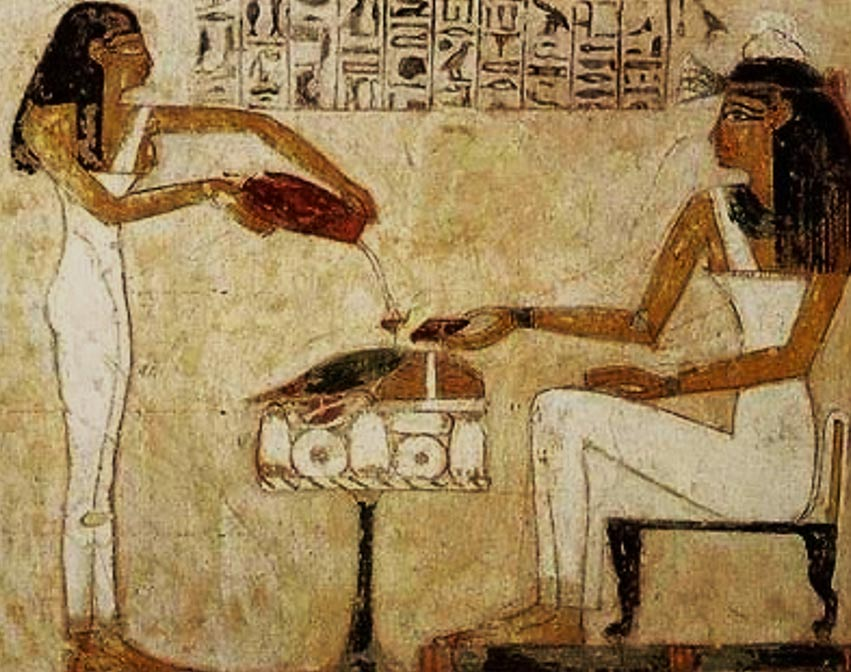
埃及象形文字展示女性倒啤酒

在古代苏美尔，酿酒是唯一一个“由女神看管”的职业，那位女神就是宁卡西。 公元前1800年的石碑上刻着给宁卡西的赞美诗，这也是美索不达米亚啤酒的配方。 苏美尔啤酒是由bippar制成的，bippar 是一种由两次烘烤的大麦制成的面包，然后再进行发酵。 在古巴比伦，女性担任面包师，也经常从事啤酒的商业分销。考古学家认为，是苏美尔人和巴比伦人将将酿造工艺传播到非洲。 古埃及的酿造方法类似于苏美尔，通常都是用面团作为啤酒和面包的基础。 酿造在埃及被认为是妇女的领域，“尤其是磨碎谷物和过滤原料的步骤”。人们认为是哈索尔女神被发明了酿酒，她的Dendera神庙被称为“醉酒之地”。 另一位埃及女神Tenenet被奉为啤酒之神，坟墓上的象形文字描绘了女性酿造和饮用啤酒的形象。 其他非洲社会也将酿造啤酒归功于女性。例如，祖鲁的生育女神Mbaba Mwana Waresa因为她的发明而受到尊敬， 多贡女神 Yasigi 也是如此，她经常被描绘为拿着酿啤酒的勺子跳舞，以此来象征由她分发妇女在仪式聚会酿造的啤酒。  布基纳法索的妇女将发酵高粱醪制成啤酒已有大约 5,500 年的历史。 在坦桑尼亚，女性和男性都会收割庄稼，酿制不同种类的啤酒，包括竹汁醴和小米啤酒。坦桑尼亚的女性传统上是啤酒的“唯一营销商”，很多人通过卖酒来增加收入。 

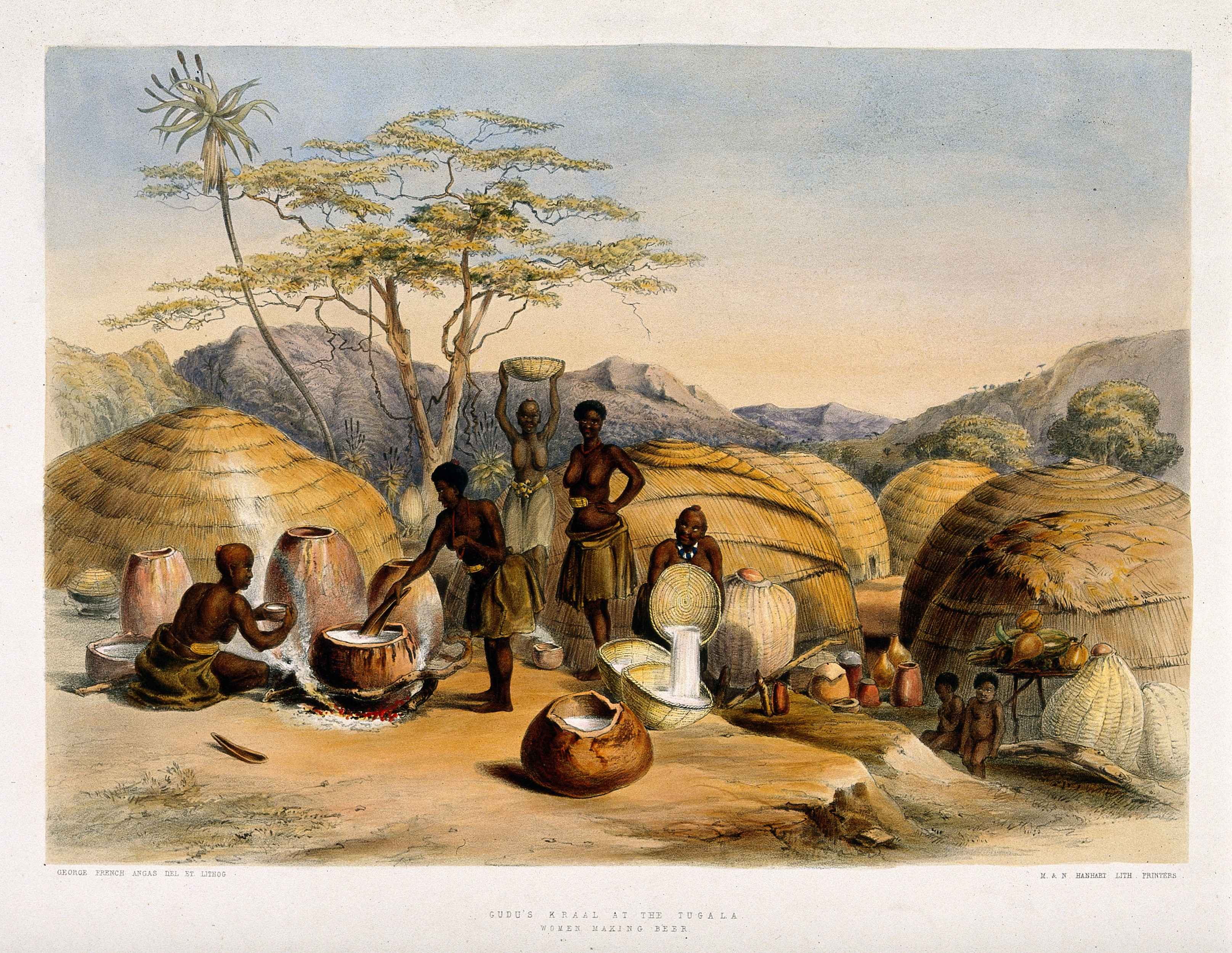
南非原住民妇女在小屋旁酿造啤酒

早在公元前 1600 年，玛雅文明就使用可可豆生产啤酒，远早于用来制造不含酒精的可可。 尽管实际生产方法并不为人所知，但兰达修士描述了制备饮料的过程，将玉米和可可研磨成糊状，然后加入液体和香料。 在玛雅世界，农业是男性的领域，但准备食物是女性的领域。 在一个古老的瓷瓶上，准备制作巧克力的画面是一名妇女将这种物质倒入两个容器之间，制造出玛雅人喜爱的泡沫。 前哥伦布时期的安第斯妇女咀嚼玉米（偶尔木薯或藜麦）来分解淀粉，然后吐出来开始发酵。由此生产的奇恰酒仍然在拉丁美洲广泛使用。 在瓦里帝国，考古证据表明，瓦里的精英女酿酒师经营啤酒厂，这一传统延续到印加社会。 在整个安第斯地区和中美洲，妇女是酒精饮料的主要生产者。在 15 世纪的秘鲁，上曼塔罗河谷的豪哈族妇女的生活因生产奇恰酒而发生变化。 豪哈被印加人征服后，妇女被迫更努力地工作来生产酒。 在墨西哥，一位名叫“Mayahuel”的女神因发现了如何提取龙舌兰汁来制造龙舌兰酒而受到阿兹特克人的尊敬。 西班牙入侵之后，巴西和墨西哥以及整个安第斯地区的妇女不仅成为酒精饮料的生产商，而且成为主要的市场供应商。  
罗马人认为，传统的日耳曼社会所喝由蜂蜜发酵的啤酒主要由女性制作而成。 修道院在 11 世纪接管了酒精的生产，酿酒成为了僧侣和修女的职业，在此之前酿造一直属于日耳曼部落妇女的领域。迁徙的日耳曼部落妇女通常在森林中酿造蜂蜜酒和麦芽酒，以避免被入侵者掠夺。她们的酒不含啤酒花，啤酒花最早被希尔德加德·冯·宾根推荐做添加剂。啤酒花可以作为防腐剂，啤酒的适饮期变长了，不过啤酒花的加入也增加了酿造成本。 在欧洲黑死病爆发之前的数年间，由于缺乏饮用水和支付其他饮品的费用，许多家庭需要大量的啤酒。  女性利用酿酒的机会补贴家用。 在布里格斯托克，一些妇女花几个月获得酿造许可证。 英格兰北部的妇女是主要酿酒者。 与欧洲其他地方一样，行会的成立迫使女性退出酿酒业；而在荷兰的哈勒姆，女性继承配偶的行会会员，所以她们能继续从事酿酒业。 1518 年至 1663 年期间收集的数据显示，该市共有 536 家酿酒厂，其中有 97 位酿酒师，四分之三是寡妇。 
在芬兰，大约一千年间，女性酿酒师在全国各地的村庄创造了一种名为萨蒂（sahti）的啤酒。配料包含啤酒花、杜松树枝、大麦和黑麦谷物，这些谷物已经发芽，然后在桑拿房中熏制。  芬兰传说包括卡勒瓦拉（Kalevala）的洛希（Louhi）的故事，她将熊的唾液与蜂蜜混合酿造啤酒。 Raugutiene女神，是波罗的海和斯拉夫的女神，她也是啤酒的保护神。人类学家Alan D. Eames 在 1993 年写了一篇文章，指出诺斯维京人只允许女性酿造啤酒。 考古学家发现了前维京北欧人的坟墓，证明了是女性制造和供应啤酒。在Egtved Girl的坟墓中，埋在她脚下的一桶酒表明这种酒是以小麦，黑麦和大麦为基料制成的，还包括蔓越莓，蜂蜜和越橘，以及各种草药，有桦树树脂、沼泽桃金娘、杜松和蓍草，为酒增添风味。 在中世纪的行会建立之前，丹麦妇女是主要的酿酒商。虽然行会控制了王室和军队以及城市中的生产，但在农村地区，妇女仍然是主要酿酒商。即使在公会内部，虽然较高的职位由男性占据，但许多他们的妻子也会担任稍低的职位；此外，有证据表明，家庭进行的大部分酿造都是由他们的妻子进行的。  18 世纪（1728-1758 年），当地妇女伊丽莎白·皮斯 (Elizabeth Pease) 向约克郡的纽赛姆庄园供应了三十多年啤酒。  皮斯酿造啤酒、烈性啤酒、佐餐啤酒、小啤酒；然而，由于季节性酿造的，她的收入并不稳定，可以说是相当贫困。 

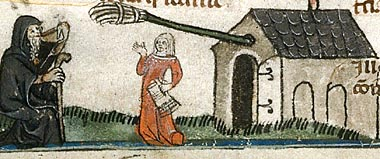
大约公元前1300年史密斯菲尔德法令中的啤酒屋老板娘。

在很长一段时间内，整个 16 和 17 世纪，尽管女性仍然参与啤酒的销售，欧洲的酿酒业从由女性转变为由男性主导的职业。由于女性被迫退出酿酒业，出现了一种关于女性酿酒师的新意识形态，其中包括“把女性塑造成无法酿酒的形象；与女巫的联系；啤酒商和酿酒师的寡妇形象”。对女啤酒师的普遍描述是女巫般的、不可信赖的、腐败的和怪诞的。 在卖麦酒的歌谣中，John Lydgate 描述了一位“用她的魅力诱使男人喝酒的酒妇”。 约翰·斯凯尔顿(John Skelton) 的流行诗歌The Tunning of Elynour Rummyng 中的女酿酒师是“极其恶毒和令人讨厌的”。在英格兰，其他对女酿酒师的描述是“被判在地狱中接受永恒的惩罚”。 然而，“很难说女酿酒师和酿造啤酒的妇女是否能被直接指控为使用巫术。”。 

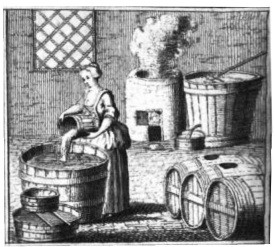
女性酿造啤酒

北美原住民社会包括阿帕奇人、马里科帕人、皮马人和托霍诺奥德姆人，那里的女性酿造了一种仙人掌啤酒和仙人掌葡萄酒，在仪式上被称为tiswin。   阿帕切妇女还生产了一种由玉米制品，类似于墨西哥啤酒，被称为tulpi或tulapa ，这种酒用于女孩进入青春期的仪式。  青春期仪式包括四天的祈祷、禁食、进食和饮酒，以及向白漆夫人（阿帕切女神）举行落成典礼。  科阿胡伊尔特坎和其他德克萨斯州的部落用丝兰和山月桂的红豆制成一种麻醉剂。  
在北美殖民地，妇女继续在家酿制啤酒，在至少一个世纪里，这一直是啤酒生产的主要方式。托马斯·杰斐逊因酒而闻名，玛莎·杰斐逊也因其小麦啤酒而闻名。  十三殖民地的第一家商业酿酒厂是玛丽·莱尔(Mary Lisle)，她于 1734 年继承了她父亲的啤酒厂，并一直经营到 1751 年。  1713 年，伊丽莎白和约翰·哈登建造了一座三层砖房，并取名为新哈登菲尔德种植园，在那里Elizabeth Haddon管理家财，她的丈夫负责传教之旅；现在她在 1713 年建造的酿酒厂仍然在后院。 尽管殖民地有记载的第一位商业女性酿酒师是玛丽·莱尔 ，她于 1734 年继承了她父亲在费城的啤酒吧，但在河对面的南泽西，哈登也经营了一家出色的家酿啤酒厂。 
在加拿大， 英国妇女Susannah Oland 1865 年移民到加拿大，她和丈夫建立了一家颇受欢迎的啤酒厂，取名为海陆军啤酒厂。她的丈夫去世后，奥兰建立了自己的啤酒厂，她通过将企业命名为“S. Oland Sons and Company”来隐藏自己的性别，以她的首字母来隐藏其女性身份。 她是啤酒配方的创造者，该配方成为建立加拿大最古老的独立啤酒厂Moosehead Brewery的基础。
在澳大利亚，有证据表明原住民劳动分工中，男性负责打猎，女性负责采集和准备食物。土著妇女用鲜花制作酒。花浸泡在水中，或捣碎以提取花蜜并与蜜蚁混合发酵。 

## 现代

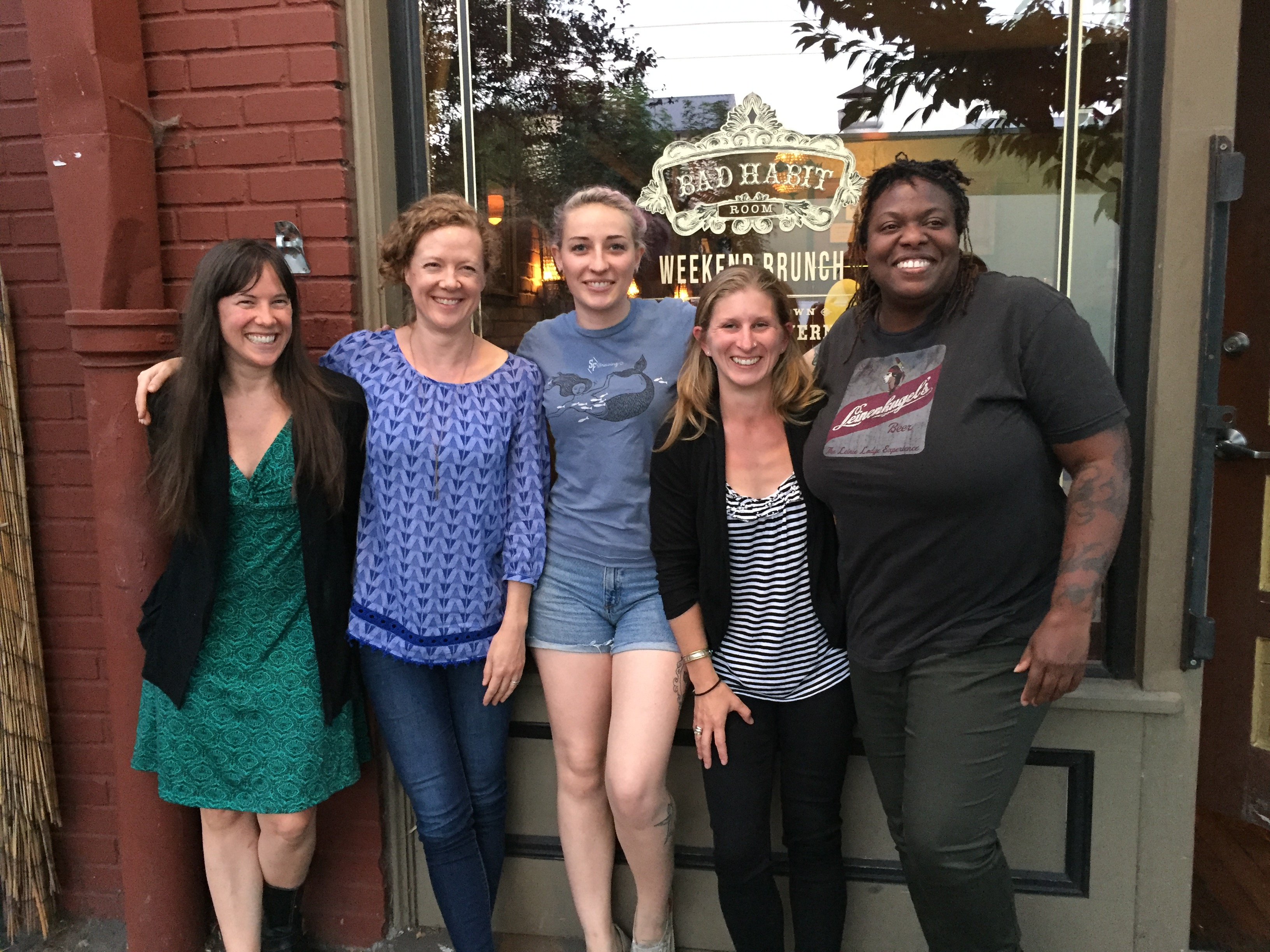
俄勒冈州从事酿酒行业的女性包括（从左到右）Saraveza啤酒餐吧的老板Sarah Pederson，作家Lucy Burningham，酿酒师Emily Engdahl，粉红靴子协会（Pink Boots Society）负责人Emily Engdahl，和自酿啤酒师兼专业蒸馏酒师Lee Hedgmon。

从工业化初期到 1960 年代和 1970 年代早期，尽管全世界大多数女性被迫离开酿酒业，但她们仍继续按照祖先的方法自酿啤酒，据新闻记者Krystal Baugher表示，“女性不断在酿酒行业遇到的困难主要包括：味觉感知，媒体影响力，以及对女性酿酒技术和能力先入为主的观念。” 
如Jill Vaughn和Rebecca Bennett等美国女性已成功地成为了安海希-布希（Anheuser-Busch） 的顶级酿酒大师。在那里她们开发了 Bud Light Platinum、Shock Top 和 Straw-Ber-Rita 等品牌。  I. Patricia Henry是第一位在北卡罗来纳州伊甸市管理美国Miller Brewing Company（现为MillerCoors）的非裔美国女性。该公司是美国主要啤酒厂。Suzanne Stern Denison 和Jane Zimmerman曾在关闭已久的New Albion Brewing工作并投资该厂。该啤酒厂位于加利福尼亚的索诺玛，建立于 1976 年，是禁酒令以来美国第一家新啤酒厂。Jack McAuliffe通常是唯一被提及的创始人。  Hart Brewing由Beth Hartwell和Tom Baun于1984 年在华盛顿州卡拉马共同创立；他们是太平洋西北部精酿啤酒的早期开创者。而Hart是禁酒令后第一个为人所知、共同拥有啤酒厂的女性。     Mari Kemper和丈夫 Will于1985年在班布里奇岛（靠近西雅图）建立Thomas Kemper Brewing，现于贝灵厄姆共同拥有Chuckanut Brewery & Kitchen。    Mellie Pullman是波特兰州立大学的教授。 1986 年，当她在犹他州帕克城的Schirf Brewing工作时，她成了美国第一位知名的女性酿酒大师。 Carol Stoudt于1987 年在宾夕法尼亚州亚当斯敦创立了Stoudts Brewing Company。她是美国禁酒令以来第一批女性酿酒大师之一，也是美国第一位知名的女性独资经营者。Teri Fahrendorf是美国第三位女性精酿啤酒师。她曾在加利福尼亚州伯克利的Golden Gate Brewery和Triple Rock Brewery以及俄勒冈州尤金的Steelhead Brewery担任酿酒师。     Fahrendorf后来创办了粉红靴子协会（Pink Boots Society）。Kim Jordan与丈夫Jeff Lebesch于1991年在科罗拉多州科林斯堡共同创立了New Belgium Brewing Company。  Leah Wong Ashburn的父亲 Oscar Wong于 1994 年开设了 Highland Brewing Co.，它是北卡罗来纳州历史最悠久的啤酒厂之一，之后Leah Wong Ashburn继承了父亲的公司。  Mariah 和 Sam Calagione 于 1995 年共同建立了Dogfish Head Craft Brewery。   Natalie和Vinnie Cilurzo原是圣罗莎（Russian River Brewing）的酿酒师，她们获得了该啤酒品牌的权益，并于 2004 年在加利福尼亚州圣罗莎开设了一家啤酒屋。   其他女性在美国开设了早期精酿啤酒厂，除了酿酒师以外，她们还担任过许多职务。这些女性包括Marcy Larson，她与丈夫 Geoff于1986年在阿拉斯加朱诺（Juneau, Alaska）共同创立了Alaskan Brewing Company。Irene Firmat ，她于1987年在俄勒冈州胡德河（Hood River）创立了Full Sail Brewing Company；Rose Ann Finkel，她与丈夫Charles Finkel于1989年在华盛顿州西雅图共同创立了Pike Brewing Company（他们在1978年创立了Merchant du Vin）；以及Deborah Carey，她与丈夫 Daniel于1993年在威斯康星州的新格拉鲁斯创立了New Glarus Brewing Company。  
更近几年，美国女性在全国各地开设了啤酒厂。2009年，Ting Su和她的丈夫Jeremy Raub、她的公公Steven Raub在洛杉矶开设了Eagle Rock Brewery。他们被视为当地精酿啤酒的开创者。 身为首席执行官和主要酿酒师的Eilise Lane在美国西北部学会酿酒，现于2014年在印第安纳创立Scarlet Lane Brewing Company。Kate Power，Betsy Lay和Jen Cuesta 于2016年在科罗拉多的奥罗拉共同创立了Lady Justice Brewing。她们的啤酒厂向人权和社会公正组织捐款，特别是，她们还支持有益于妇女和女童的组织。酿酒师Celeste Beatty和Briana Brake于2018年共同创立了洛基山啤酒厂（Rocky Mount Brewing）。Brake于2018年成立了Spaceway Brewing，并为公司酿酒。Beatty于2000年在纽约开设了Harlem Brewing Company，她是美国禁酒时代后第一个拥有啤酒厂的知名黑人女性。Carol Pak创立了Makku，这是美国第一家精制罐装米酒的公司（她也将此称之为“韩国米酒”）。罐装米酒业务是于2018年纽约开始的，在缅因州进行人工酿造。Tamil Maldonado Vega 于2019年在科罗拉多的丹佛共同创立Raices Brewing，该啤酒厂为拉丁美洲人所有，并且也为热衷于了解拉丁文化的顾客提供了参考场所。Shyla Sheppard和Missy Begay于2016年在新墨西哥州的阿尔布开克（Albuquerque）创立了Bow and Arrow Brewing Co。该公司以使用当地配料酿酒出名，也是美国唯一一家为印度安女性所有的啤酒厂。
在加拿大的女性酿酒师中，Emily Tipton是Boxing Rock Brewing的共同拥有者兼精酿啤酒师。 Kellye Robertson的第一份酿酒工作是在Garrison Brewing， 之后在 Spindrift Brewing带领酿酒团队。 
在墨西哥的墨西哥城，有一些女性从事酿酒业。Elizabeth Rosas是 Cervecería Calavera 的共同创始人兼品牌和营销负责人。她和丈夫Gilbert Nielsen于 2008 年建立了这家啤酒厂。   Lucía Carrillo是Cervecería Itañeñe的共同创始人兼酿酒师，该啤酒厂于2011年创办。英裔墨西哥夫妇Caroline King和David Meza于2014年在墨西哥城的伊斯塔拉帕附近共同创办Cervecería Dos Mundos（“Two Worlds Brewery”）。 Antonieta Carrión在2014年创办了Casa Cervecera Madrina，她可能是墨西哥城第一位独自拥有啤酒厂的女性酿酒师。她也是the Adelitas beer collective的创始成员之一。  Jessica Martínez在2014年创立了Cervecería Malteza。  Sandra Navarro共同创办了Turulata Brewing Company，也是该公司的主要酿酒师。该酿酒公司位于墨西哥新莱昂的蒙特雷。   Paz Austin是墨西哥啤酒制造商协会的总负责人[ the Mexican Association of Beer Makers (ACERMEX)]。 
在拉丁美洲，大部分奇恰酒仍是由女性酿造。由于酒精浓度极低，成人和儿童基本每天都会饮用。厄瓜多尔的女性收割丝兰，将丝兰根部煮沸，捣碎成糊状再将此咀嚼，这是为了分解淀粉再进行发酵；这个流程和她们祖先采用的步骤大致相同。秘鲁女性也是用同样的方法酿造当地奇恰酒，但她们选用的原料是玉米。 在巴西，阿根廷和巴拉圭，亚马逊印第安人饮用的啤酒是由女性酿造的，包括玉米酿造的奇恰酒、由角豆种子酿造的角豆啤酒、由混合谷物酿造的啤酒，或由木薯混合苹果、甜瓜、木瓜、梨、南瓜、柑橘、草莓、甘薯酿造的啤酒。 玻利维亚女性酿酒原料为烘烤大麦，然后再口嚼大麦以进行发酵，该啤酒被视为日常营养补充剂。 
Sara Barton是Brewster's Brewery的老板兼董事。她于2013年获得了年度酿酒师奖（the Brewer of the Year award），这是由英国啤酒作家协会（British Guild of Beer Writers）每年颁布的奖项，她是第一位获此殊荣的女性。Emma Gilleland在Marston's Brewery负责供应链业务。该啤酒厂是英国知名的独立啤酒厂，并被 BBC冠以英国最富影响力啤酒厂的称号 。
Sister Doris Engelhard是著名的德国酿酒师，她也是巴伐利亚最后一名酿酒修女。在过去四十年里，她在Mallersdorf Abbey制酒。   其他巴伐利亚酿酒师包括在格雷芬贝格Friedmann's Brewery (德語：Brauerei Friedmann)的Sigi Friedmann，在霍夫Meinel-Bräu Brewery的Gisela和Monika Meinel。An de Ryck是比利时少数女性酿酒师之一。她从二十世纪七十年代起经营De Ryck Brewery（荷蘭語： Brouwerij De Ryck) ，并因自制啤酒而获数次奖项。   Rosa Merckx是比利时第一位官方女性酿酒大师，她从1946年起便在Liefmans Oudenaarde工作，于1972年接管该啤酒厂，成为该厂的运营总监。 
越南裔澳大利亚女性Leimin Duong酿造草莓啤酒，在2015年，她是获得BBC“巾帼百名”年度最佳影响力女性提名者之一。 澳大利亚的Two Birds Brewing是国内首家全为女性员工的啤酒厂，该厂因自制啤酒获得数座奖项。2016年，其老板Jayne Lewis 和 Danielle Allen在澳大利亚国际啤酒大赛（Australian International Beer Awards）的中型酿酒厂（Medium Australian Brewery）奖项中摘取桂冠。 
在许多非洲传统文化中，啤酒仍然仅由女性酿造，这通常也是女性能够获得经济自主权的唯一途径。 例如，在喀麦隆，amgba就是巴亚（Gbaya）女性用玉米和高粱酿造的传统啤酒，该啤酒是巴亚人的主食。马法（Mafa）女性用粟酿造的酒叫做bilbil——在图谱里语（Tupuri language）中叫做dong-long，在吉兹加语（Giziga language）中叫做uzum，在马法语（Mafa language）中叫做zom。  这两种酒最初都是庆典仪式上的祭品，但现在许多女性靠此维持经济来源。 在其他非洲国家，由女性酿造的高粱酒包括：乍得湖的bili bili，加纳和尼日利亚的burkutu或者pito，津巴布韦的chibuku或者doro，布基纳法索的dolo，卢旺达的ikigage，南非的kaffir，苏丹的merissa，坦桑尼亚的mtama，贝宁和多哥的tchoukoutou 。 南非的科萨和祖鲁族，umqombothi一般由女性酿造。Umqombothi是一种自酿酒，原料有麦芽玉米、麦芽高粱、酵母和水。该酒在户外的火堆上酿造完成，并倒入名为gogogo的大鼓中。
在非洲商业啤酒厂中，尽管女性经常与配偶合作，但仅有六所啤酒厂由女性酿酒师运营。这其中一名女性为Apiwe Nxusani-Mawela，酿酒与蒸馏协会（Institute of Brewing and Distilling）认定她为酿酒培训师，以及认定她为南非啤酒评判资格项目（South Africa Beer Judging Certification Program）中的啤酒裁判，她也是第一位获这些认证的南非黑人。另外一名女性为Thea Blom，她的职业生涯以厨师开始，之后将创建手工啤酒厂列入她的商业规划中，这家啤酒厂便是Oakes Brew House。她还请酿酒师Happy Sekanka制酒。 Josephine "Fina" Uwineza是卢旺达的饭店老板。她曾思考：在国内创建第一家手工啤酒厂是否能帮助女性赋权，并提供她们工作岗位。2016年，她与Ontario Craft Brewers协会共同探究创办合营啤酒厂。  

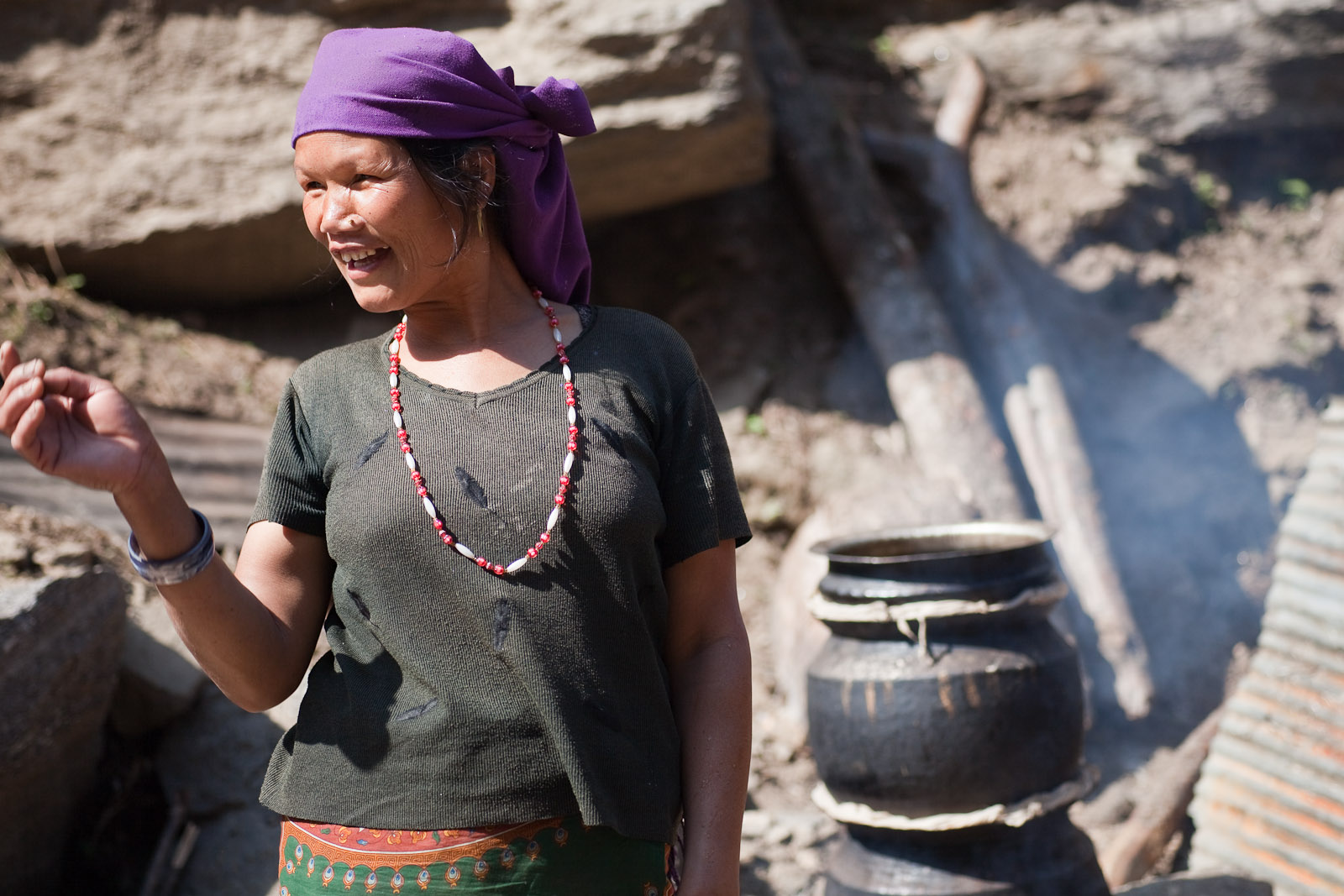
2010 年酿造raksi（尼泊尔清酒）的女性

在尼泊尔，女性酿造raksi是几个世纪以来的传统。Raksi是一种含酒精的蒸馏烈性饮料，它是由米酿造而成。它原用在印度教和佛教仪式中，但如今成为加德满都谷地日常生活中的重要部分，也正因如此，当局经常忽略禁止生产和饮用raksi的法律。酿造raksi通常需要花费一个月的时间，之后女性便将酿造过多的raksi卖给饭店。 其他尼泊尔酿造饮料有青稞酒、Jaandh、Thon和Tongba（以不同名字和拼写而知名），这些饮料通常都由女性酿造，产于尼泊尔和西藏，原料有大麦，米或者粟。将谷物浸泡在水中，蒸过后  再与marcha混合开始酿造。Marcha是由小麦片（叫做mana）或米或麦芽粉（叫做manapu）制成。制作marcha的配方有时被视为一级机密，并且只能传给儿媳。
日本将酿酒商业化后， 代代日本人将清酒酿造师称为tōji（日语：杜氏)，这些酿造师在冬季奔波各个酒厂酿酒。随着清酒销量下降，随之而来的便是缺乏受过培训的tōji，卖家只好自己酿造清酒。尽管清酒酿造仍然是由男性占主导，但在2015年，约20名日本女性tōji酿造清酒，同时建立了女性清酒酿造组织（The Women's Sake Industry）来增加女性tōji 数量。Emi Machida （日语：町田恵美さん)在这十年里经营着有130年历史的家族酒厂 。她是酿酒大师，并为自己家族的清酒赢得七次年度日本酒大赛(the Annual Japan Sake Awards)金奖。 Miho Imada（日语：みほ いまだ) 以其广岛式吟酿清酒（junmai ginjo）的方法出名，使用超软水，低温、缓慢进行发酵，这样酿造的清酒散发着花果香气。 Minoh Brewing于1997年在大阪附近创办，现由Kaori Oshita经营。  
在韩国，Seolhee Lee是Magpie Brewing Company的顶级女性酿酒师，该公司由Tiffany Needham共同拥有。  
粉红靴子协会（Pink Boots Society）支持女性在啤酒行业工作。 它是由Teri Farhrendorf创办，而她是受早期酿酒大师Carol Stoudt启发创办该协会的。Carol于1987年建立啤酒厂。 粉红靴子协会在加拿大，澳大利亚和美国也设有分会。 墨西哥的女性啤酒品尝协会（Female Beer Tasters）是2012年建立的非政府组织，是为促进啤酒文化和啤酒方面的知识而建立的。在2020年，该协会成员超过2000名，其代表和协调者分布在墨西哥、圣地亚哥和加州的15个城市。  Adelitas Cerveceras于2019年成立，集合了130名墨西哥女性。该协会通过其支持和职业网，促进女性参与到啤酒业中。 
北卡罗来纳州的Bière de Femme创建于2017年，它是聚集从事啤酒业女性的一场活动，在这场活动中还能认识消费者和精酿啤酒爱好者。  FemAle Brew Fest创建于2016年，是佛罗里达啤酒庆典，以此支持啤酒行业中更多女性参与进来。 瑞典人生产了名为“We Can Do It”的啤酒，这是模仿2015年西屋电气（Westinghouse）铆钉女工海报。生产该酒是为了酿造一款由女性制成的酒，这款酒既没有果香也不够温和，但它是基于科学观念——女性真正想喝的酒类——而生产的。 
女性在自酿啤酒中也受到了认可。2013年，Annie Johnson获得了美国自酿啤酒协会（American Homebrewers Association）颁布的年度自酿啤酒师荣誉（Homebrewer of the Year ）。  

## 延伸阅读
- 国际妇女合作酿酒日
- 啤酒历史

### 引言
1. ↑  Wolfe 2016.
2. ↑  Eber 2000，第7頁.
3. ↑  Dietler 2006，第236頁.
4. 1 2 3  Anderson 2005.
5. ↑  Katz 2012，第273頁.
6. 1 2  Mark 2011.
7. ↑  Blocker, Fahey & Tyrrell 2003，第88–90, 682頁.
8. ↑  Joseph 2014，第14頁.
9. 1 2  Schell 2013.
10. ↑  McGovern 2010.
11. ↑  China Daily 2010，第1頁.
12. ↑  Munro 2013，第93–95頁.
13. ↑  Hornsey 2003，第87–88頁.
14. ↑  Hornsey 2003，第88頁.
15. 1 2 3 4 5 6 7  Nurin 2015.
16. ↑  Jones 2011，第848頁.
17. ↑  Hornsey 2003，第64頁.
18. ↑  Auset 2009，第54頁.
19. ↑  Kohn 2013，第23頁.
20. ↑  Hackett & Abiodun 1998，第38頁.
21. ↑  Kutalek 2011，第159–160頁.
22. ↑  Wilkie 2016，第342頁.
23. 1 2  Gavin, Pierce & Pleguezuelo 2003，第246頁.
24. ↑  McClusky 2010，第26頁.
25. ↑  Caballero, Finglas & Toldrá 2015，第353頁.
26. ↑  Britt 2005.
27. ↑  Jennings 2014，第29–30頁.
28. ↑  Jennings 2014，第30頁.
29. ↑  Carey Jr. 2015，第5頁.
30. ↑  Carey Jr. 2015，第13頁.
31. ↑  More 2012，第185頁.
32. ↑  Salisbury 2001，第134頁.
33. ↑  German Beer Institute 2005.
34. 1 2 3 4  Hornsey 2003，第331頁.
35. ↑  Unger 2004，第4頁.
36. ↑  van Dekken 2004，第6–7頁.
37. ↑  Bryant 2014.
38. ↑  Cullen 2010.
39. ↑  Pappas 2014.
40. ↑  Ministry of Foreign Affairs of Denmark 2012.
41. ↑  Bennett 1996，第67–68頁.
42. ↑  News, Travel. . Lonely Planet.   [2021-01-09] （英语）.
43. 1 2  Barlow, Ellen. . Museum Crush.   [2021-01-11]. （原始内容存档于2021-11-17） （英国英语）.
44. ↑  Hester 1996，第303頁.
45. 1 2 3  Hester 1996，第304頁.
46. ↑  Earnshaw 2000，第25頁.
47. ↑  Bennett 1996，第123頁.
48. ↑  Bennett 1996，第124頁.
49. ↑  Abbott 1996，第3頁.
50. 1 2 3  Medicine 2007，第21頁.
51. 1 2  Abbott 1996，第3–4頁.
52. ↑  Madeson 2016.
53. ↑  Ronnenberg 2016，第173頁.
54. ↑  . History of American Women. 2008-08-04  [2020-09-21]. （原始内容存档于2021-11-17） （美国英语）.
55. ↑  . New Jersey Monthly. 2019-03-25  [2020-09-21]. （原始内容存档于2021-12-09）.
56. ↑  Bender, Annie. . CBC Radio Canada. October 22, 2015  [September 18, 2020]. （原始内容存档于2021-11-17）.
57. ↑  Fallon & Enig 2000.
58. ↑  Baugher 2013.
59. ↑  Smith 2014.
60. 1 2 3  Nurin, Tara. . CraftBeer.com. 2020-03-10  [2020-09-17]. （原始内容存档于2021-11-17） （美国英语）.
61. ↑  . blog.mcmenamins.com.   [2020-09-17].
62. ↑  . www.spokesman.com.   [2020-09-17]. （原始内容存档于2021-11-17）.
63. ↑  . Beervana.   [2020-09-17]. （原始内容存档于2022-03-05） （美国英语）.
64. ↑  . www.encyclopedia.com.   [2020-09-17]. （原始内容存档于2021-11-17）.
65. ↑  Trail, Tap. . Tap Trail.   [2020-09-17]. （原始内容存档于2021-11-17） （美国英语）.
66. ↑  Jones, Kendall. . Washington Beer Blog. 2012-07-18  [2020-09-17]. （原始内容存档于2021-11-17） （美国英语）.
67. ↑  . blog.mcmenamins.com.   [2020-04-26].
68. ↑  . Matador Network.   [2020-09-18]. （原始内容存档于2021-11-17） （美国英语）.
69. ↑  . All About Beer.   [2020-09-18]. （原始内容存档于2020-10-01） （美国英语）.
70. ↑  . The Columbian.   [2020-09-18]. （原始内容存档于2022-03-04） （美国英语）.
71. ↑  . brewpublic.com.   [2020-09-18]. （原始内容存档于2021-11-17）.
72. ↑  Sorvino, Chloe. . Forbes.   [2020-04-26]. （原始内容存档于2021-11-17） （英语）.
73. ↑  . All About Beer.   [2020-04-26]. （原始内容存档于2020-09-29） （美国英语）.
74. ↑  . Women's Daily Post. 2019-07-27  [2020-09-17]. （原始内容存档于2021-05-13） （美国英语）.
75. ↑  George, Pam. . Town Square Delaware. 2020-08-13  [2020-09-17] （美国英语）.[]
76. ↑  . Delaware Today. 2012-11-06  [2020-09-17]. （原始内容存档于2021-11-17） （美国英语）.
77. ↑  . Russian River's Natalie Cilurzo on the Rise of Women in Beer.   [2020-09-17]. （原始内容存档于2021-11-17） （美国英语）.
78. ↑  . www.ssualumni.org.   [2020-09-17] （英语）.
79. ↑  . CraftBeer.com. 2017-06-29  [2020-09-18]. （原始内容存档于2018-07-01） （美国英语）.
80. ↑  Guarente, Gabe. . Eater Seattle. 2020-06-22  [2020-09-19]. （原始内容存档于2021-11-17） （英语）.
81. ↑  Biggers, Ashley M. . Lonely Planet.   [2020-09-17]. （原始内容存档于2021-11-17） （英语）.
82. ↑  . CraftBeer.com. 2019-08-19  [2020-09-17]. （原始内容存档于2022-04-07） （美国英语）.
83. ↑  .   [2020-09-18]. （原始内容存档于2021-11-17） （美国英语）.
84. 1 2  . CraftBeer.com. 2020-02-28  [2020-09-18]. （原始内容存档于2022-04-07） （美国英语）.
85. ↑  Gmoser, Justin. . Insider.   [2020-09-18].
86. ↑  . heritageradionetwork.org.   [2020-09-18]. （原始内容存档于2021-11-17）.
87. ↑  . This Brewer Wants America to Fall in Love With Makgeolli.   [2020-09-18]. （原始内容存档于2021-11-17） （美国英语）.
88. ↑  Boat, Team Rock The. . Rock The Boat. 2019-11-08  [2020-09-18]. （原始内容存档于2021-11-17） （英语）.
89. 1 2  . SilverKris. 2020-02-02  [2020-09-18]. （原始内容存档于2021-11-17） （英国英语）.
90. ↑  Nurin, Tara. . CraftBeer.com. 2020-03-10  [2020-09-17]. （原始内容存档于2021-11-17） （美国英语）.
91. ↑  Kaowthumrong, Patricia. . 5280. 2020-01-31  [2020-09-17]. （原始内容存档于2021-11-17） （英语）.
92. ↑  . www.vice.com.   [2020-09-17]. （原始内容存档于2019-09-09） （英语）.
93. ↑  Biggers, Ashley M. . Lonely Planet.   [2020-09-17]. （原始内容存档于2021-11-17） （英语）.
94. 1 2  White 2015.
95. ↑  Meek & McDonald 2016.
96. 1 2 3 4  . In Mexico City, Women Are Taking Over Craft Beer.   [2020-09-19]. （原始内容存档于2021-11-17） （美国英语）.
97. 1 2 3  . www.vice.com.   [2020-09-19]. （原始内容存档于2019-11-29） （英语）.
98. ↑  Amanda Gomez. . KVOA. 2020-01-17  [2020-09-19]. （原始内容存档于2020-04-08） （美国英语）.
99. ↑  . Visit Tucson.   [2020-09-19] （英语）.[]
100. ↑  Tuenge 2013.
101. ↑  Pietschmann 2004，第232頁.
102. ↑  Pietschmann 2004，第233頁.
103. ↑  Winterman 2014.
104. 1 2  Conrad 2014.
105. ↑  Hamilton 2014.
106. ↑  Hampson 2013，第92頁.
107. ↑  Flanders Today 2010.
108. ↑  . Short Finger Brewing Co.   [23 April 2020]. （原始内容存档于2021-11-17） （英语）.
109. ↑  Phạm 2015.
110. ↑  Australian Brews News 2016.
111. ↑  Cotterell 2016.
112. ↑  Ganava 2008，第80頁.
113. 1 2  Lyumugabe et al. 2012，第523頁.
114. ↑  Ganava 2008，第27頁.
115. ↑  Ganava 2008，第28–29頁.
116. ↑  Lyumugabe et al. 2012，第509–510頁.
117. ↑  . Black Female Brewers Are Reclaiming Craft Beer in South Africa.   [2020-06-19]. （原始内容存档于2021-11-17） （美国英语）.
118. ↑  Taylor 2014.
119. ↑  Wu 2016.
120. ↑  Cowan 2016.
121. ↑  The Hindustan Times 2014.
122. ↑  Malla 2010.
123. ↑  Shrestha 2010.
124. ↑  Tamang 2016，第102頁.
125. ↑  Gingold 2015.
126. ↑  Arnold 2015.
127. ↑  Wilgus, Jeremy. . The Japan Times. 2018-11-03  [2020-04-26]. （原始内容存档于2021-11-17） （美国英语）.
128. ↑  Marcus, Lilit. . CNN.   [23 April 2020]. （原始内容存档于2021-11-17） （英语）.
129. ↑  Builder, Maxine. . Vice. 18 November 2015  [23 April 2020]. （原始内容存档于2019-12-19） （英语）.
130. ↑  Belle 2016.
131. ↑  Garrison 2011.
132. ↑  Lewis 2016.
133. 1 2  . El Universal. 2020-02-20  [2020-09-19]. （原始内容存档于2021-11-17） （西班牙语）.
134. ↑  . Pink Boots Society. 2019-02-12  [2020-04-26]. （原始内容存档于2021-11-17） （美国英语）.
135. ↑  . CraftBeer.com. 2020-02-06  [2020-04-26]. （原始内容存档于2021-11-17） （美国英语）.
136. ↑  Crouch 2015.